# Hansjörg Felmy

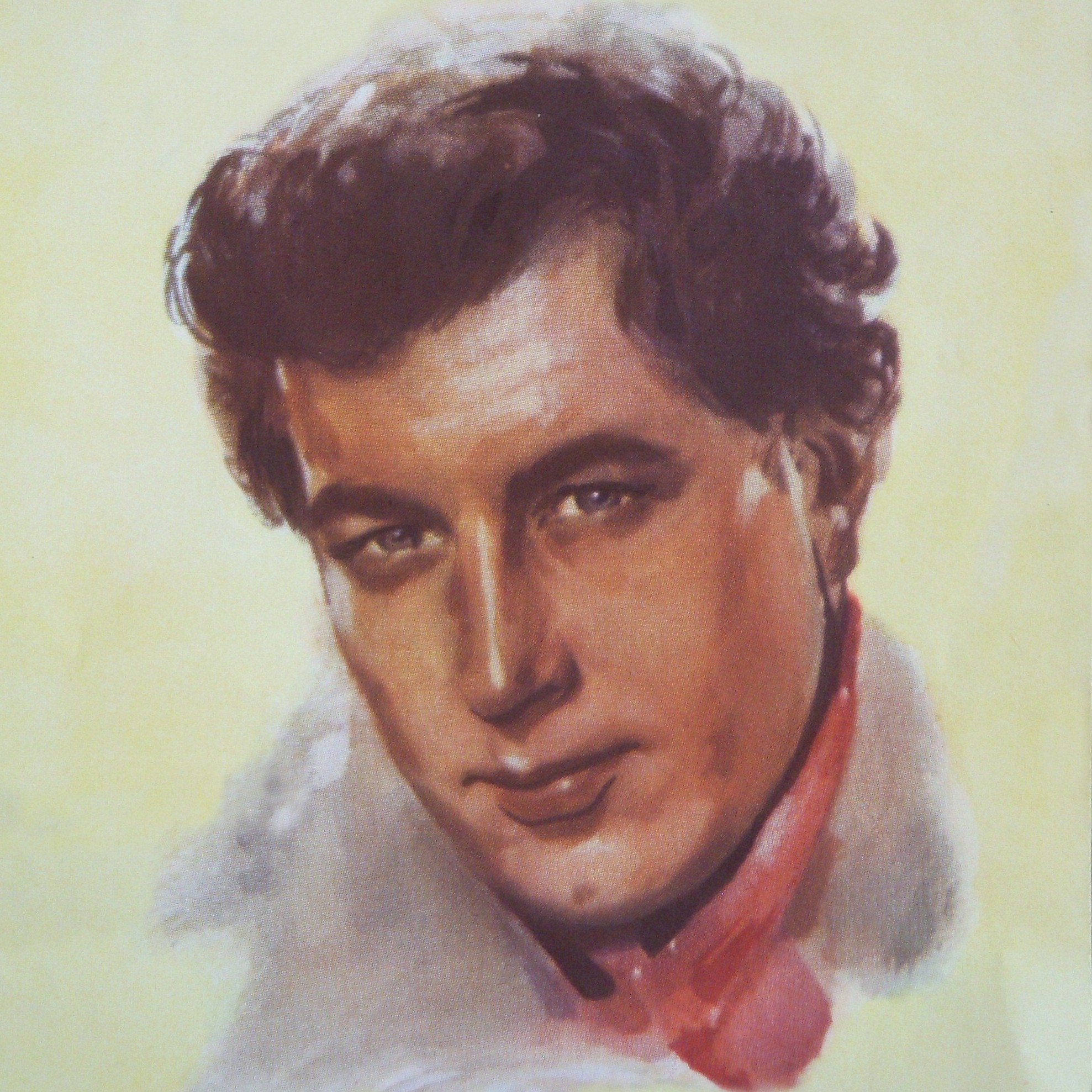
Hansjörg Felmy auf dem Filmplakat Und ewig singen die Wälder von Helmuth Ellgaard, 1959

Hansjörg Felmy (eigentlich: Hans-Jörg Hellmuth Felmy; * 31. Januar 1931 in Berlin; † 24. August 2007 in Eching) war ein deutscher Theater- und Filmschauspieler, Hörspiel- und Synchronsprecher. Zu seinen bekanntesten Rollen zählt der WDR-Tatort-Kommissar Heinz Haferkamp, den er von 1974 bis 1980 in 20 Episoden der Krimireihe verkörperte.

## Leben

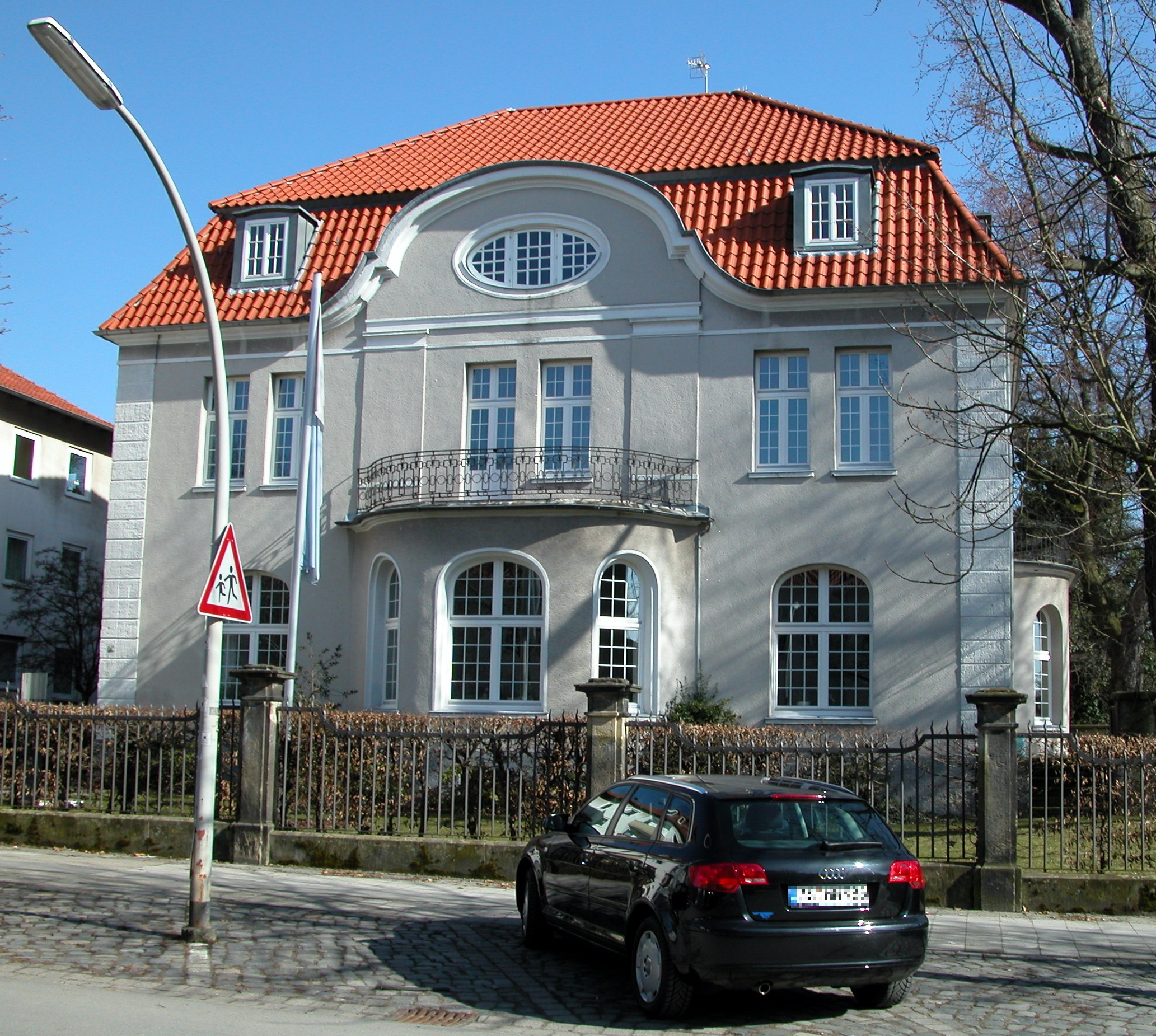
Die ehemalige „Villa Felmy“, in der Hansjörg Felmy in Braunschweig aufwuchs

Hans-Jörg Hellmuth Felmy entstammt einer Hugenottenfamilie. Als Sohn des Berufsoffiziers und späteren Fliegergenerals Hellmuth Felmy und dessen Ehefrau Helene Felmy, geborene Boettcher, wuchs er zusammen mit seinen älteren Brüdern Helmut (* 1927) und Hubertus Felmy (* 21. Juni 1928, † 6. Mai 2024) in Braunschweig auf, wo die Familie die längste Zeit am selben Ort lebte. Sein Vater wurde bei Kriegsende inhaftiert, 1948 bei den Nürnberger Prozessen als Kriegsverbrecher verurteilt und 1951 aus der Haft entlassen.
Hans-Jörg „Hansjörg“ Felmy war „von Krieg und Nachkriegszeit geprägt“. Er besuchte bis zur Untertertia die Hoffmann-von-Fallersleben-Schule. 1944/1945 war er Internatsschüler der Freien Schulgemeinde Wickersdorf. Nach einem Streit mit einem Lehrer verließ er das Gymnasium ohne Abschluss. Er machte eine Ausbildung zum Schlosser und Buchdrucker und war daran anschließend in diesem Bereich beruflich tätig. Erste schauspielerische Erfahrungen sammelte er auf einer Wanderbühne. Von 1947 bis 1949 nahm er privat Schauspielunterricht bei Hella Kaiser.
Im Jahr 1949 erhielt Felmy am Staatstheater Braunschweig sein erstes Engagement, er debütierte als Arbeiter in Carl Zuckmayers Des Teufels General. 1953 wechselte er an das Stadttheater Aachen und 1954 nach Köln.
Seinen frühesten Kinoauftritt hatte Felmy in Der Stern von Afrika (1957) neben Joachim Hansen. Danach spielte er in einigen Klassikern der deutschen Filmgeschichte mit, wie in Haie und kleine Fische (1957, mit Horst Frank), Der Maulkorb (1958, mit O. E. Hasse), Wir Wunderkinder (1958, mit Robert Graf und Wolfgang Neuss), Der Greifer (1958, mit Hans Albers), Buddenbrooks (1959, mit Liselotte Pulver) und Und ewig singen die Wälder (1959, mit Gert Fröbe). In einigen Kriminalverfilmungen nach Romanen von Bryan Edgar Wallace wirkte Felmy prominent mit, u. a. Der Henker von London (1964, mit Dieter Borsche) oder Das siebente Opfer (1964), später auch in dem Edgar-Wallace-Film Die Tote aus der Themse mit Uschi Glas. Auch in internationalen Produktionen wie Alfred Hitchcocks Der zerrissene Vorhang (1966) trat er auf.
Nachdem Felmy bis Mitte der 1960er Jahre nahezu ausschließlich in Kinofilmen aufgetreten war, begann anschließend mit dem Dreiteiler Flucht ohne Ausweg seine ebenfalls erfolgreiche TV-Karriere. Hier wurde er besonders in seiner Rolle als Essener Tatort-Kommissar Heinz Haferkamp bekannt, den er zwischen 1974 und 1980 spielte. In dieser Rolle hatte er ein Verhältnis mit seiner Exfrau Ingrid, die von Karin Eickelbaum gespielt wurde. Haferkamp wurde zu einem der populärsten Tatort-Ermittler und Felmy zu einem der beliebtesten TV-Stars der 1970er Jahre. In nur sieben Jahren entstanden 20 Haferkamp-Folgen.
Danach wirkte er noch in mehreren Fernsehserien als Hauptdarsteller mit. In Unternehmen Köpenick (1985) spielte er den Feinkostfabrikanten Philipp Kelch, in Die Wilsheimer (1987) den Bauunternehmer Jean Ziegler. 1990 mimte er in der Fernsehserie Abenteuer Airport den Charly Kapitzki, die rechte Hand des Flughafenchefs. Seine letzte Hauptrolle in einer Fernsehserie war der Hamburger Gewürzhändler Paul Hagedorn in der Familienserie Hagedorns Tochter (1994).
Als Synchronsprecher lieh er seine Stimme unter anderem Jack Nicholson (u. a. Chinatown, Zeit der Zärtlichkeit und Sodbrennen), Steve McQueen (Getaway) und Roy Scheider (Der weiße Hai). Felmy konnte auch singen. In der Verfilmung des Musicals Camelot – Am Hofe König Arthurs (1967) sang und sprach er als deutsche Stimme von Franco Nero den Lancelot Du Lac und trat damit auch in der Aktuellen Schaubude des NDR auf.
Ab 1954 war er auch intensiv als Hörspielsprecher im Einsatz, so bereits 1956 in So weit die Füße tragen von Josef Martin Bauer, mit u. a. Wolfgang Wahl, Kurt Lieck und Walter Richter. 1963 sprach er Charles Lindbergh in Mein Flug über den Ozean und 1970 den Beatty in Fahrenheit 451 mit Hellmut Lange, Marianne Mosa und Alfred Balthoff.
Hansjörg Felmy war ab 1960 in erster Ehe mit der Schauspielerin Elfriede Rückert verheiratet, mit der er viele Jahre in Nebel auf der Nordseeinsel Amrum lebte.
Nach der Scheidung von Rückert heiratete Felmy 1986 seine langjährige Lebensgefährtin Claudia Wedekind. Er litt ab Mitte der 1990er Jahre unter Osteoporose und hatte sich zur Ruhe gesetzt. Seine letzten Lebensjahre verbrachte er in Niederbayern und in Nordfriesland, unweit von Fahretoft.
Hansjörg Felmy starb am 24. August 2007 in seinem Haus in Eching bei Landshut. Beigesetzt wurde er in aller Stille auf dem Waldfriedhof München in Anwesenheit seiner Familie und enger Freunde. In seinem ein Jahr zuvor aufgesetzten Testament hatte er verfügt, dass seine Urne ohne Gedenkstein unter einem Baum bestattet werden sollte. Die Grabstelle befindet sich auf dem Waldfriedhof (München), Urnenhain, Baumgrab Nr. 360, das auch die letzte Ruhestätte seiner Frau Claudia Wedekind-Felmy ist.

## Filmografie
- 1957: Der Stern von Afrika
- 1957: Haie und kleine Fische
- 1957: Das Herz von St. Pauli
- 1958: Der Greifer
- 1958: Herz ohne Gnade
- 1958: Wir Wunderkinder
- 1958: Der Maulkorb
- 1958: Unruhige Nacht
- 1959: Der Mann, der sich verkaufte
- 1959: Menschen im Netz
- 1959: Und ewig singen die Wälder
- 1959: Buddenbrooks, Zweiteiler
- 1959: Ein Tag, der nie zu Ende geht
- 1960: Die zornigen jungen Männer
- 1960: Schachnovelle
- 1960: Die Botschafterin
- 1960: An heiligen Wassern
- 1961: Die Ehe des Herrn Mississippi
- 1961: Die Schatten werden länger
- 1961: Das letzte Kapitel
- 1962: Genosse Münchhausen
- 1962: Die glücklichen Jahre der Thorwalds
- 1963: Endstation 13 Sahara (Station Six-Sahara)
- 1963: Die Flußpiraten vom Mississippi
- 1963: Der Henker von London
- 1964: Nebelmörder
- 1964: Das Ungeheuer von London-City
- 1964: Das siebente Opfer
- 1965: An der Donau, wenn der Wein blüht
- 1966: Der zerrissene Vorhang (Torn Curtain)
- 1967: Flucht ohne Ausweg (Fernsehdreiteiler)
- 1971: Die Tote aus der Themse
- 1971: Dem Täter auf der Spur – Flugstunde
- 1972: Alexander Zwo (Fernsehsechsteiler)
- 1974: Tatort – Acht Jahre später
- 1974: Tatort – Zweikampf
- 1974: Tatort – Der Mann aus Zimmer 22
- 1975: Sonderdezernat K1 – Flucht
- 1975: Liebe mal so – mal so (Fernsehfilm)
- 1975: Tatort – Wodka Bitter-Lemon
- 1975: Tatort – Die Abrechnung
- 1975: Tatort – Treffpunkt Friedhof
- 1975: Tatort – Zwei Leben
- 1976: Tatort – Fortuna III
- 1976: Tatort – Abendstern
- 1976: Fluchtversuch
- 1976: Die Klempner kommen (Fernsehfilm)
- 1976: Klimbim (Fernsehserie Folge 3x6)
- 1977: Tatort – Spätlese
- 1977: Tatort – Drei Schlingen
- 1977: Tatort – Das Mädchen von gegenüber
- 1978: Tatort – Rechnung mit einer Unbekannten
- 1978: Tatort – Lockruf
- 1978: Tatort – Der Feinkosthändler
- 1978: Tatort – Die Kugel im Leib
- 1979: Tatort – Ein Schuß zuviel
- 1979: Tatort – Schweigegeld
- 1980: Tatort – Schußfahrt
- 1980: Tatort – Schönes Wochenende
- 1982: Meine Frau erfährt kein Wort (Fernsehfilm)
- 1982: So oder so ist das Leben: Vier Begegnungen in einer Großstadt (Fernsehfilm)
- 1982: Rendezvous der Damen (Fernsehserie)
- 1982: Urlaub am Meer (Fernsehfilm)
- 1984: Chemie eines Mordes (Fernsehserie Ein Fall für zwei)
- 1984: Abgehört (Fernsehfilm)
- 1985–1986: Unternehmen Köpenick (Fernsehserie)
- 1986: Die Wilsheimer (Fernsehserie 6 Folgen)
- 1986: Die Zukunft hat Geburtstag – 100 Jahre Automobil (Fernsehshow, Moderation)
- 1988: Familienfehde (Fernsehserie Die Männer vom K3)
- 1989: Affäre Nachtfrost (Fernsehfilm)
- 1990: Abenteuer Airport (Fernsehserie 12 Folgen)
- 1994: Hagedorns Tochter (Fernsehserie 13 Folgen)
- 1995: Faust – Drei Tage Zeit

## Hörspiele (Auswahl)
- 1954: Das Buch Daniel – Regie: Wilhelm Semmelroth
- 1954: Die Kraft und die Herrlichkeit – Regie: Wilhelm Semmelroth
- 1954: Zweimal Napoleon – Regie: Hermann Pfeiffer
- 1955: Das große Wagnis (Mehrteiler) – Regie: Kurt Meister
- 1955: Die Verschwörung des Fiesco zu Genua – Regie: Wilhelm Semmelroth
- 1955: Abenteuerliche Flucht (Mehrteiler) – Regie: Raoul Wolfgang Schnell
- 1955: Neues aus Schilda; Folge: Kein Respekt vor Hexen – Regie: Friedhelm Ortmann
- 1955: Morgen um diese Zeit – Regie: Ludwig Cremer
- 1955: Die Bürger von Calais – Regie: Wilhelm Semmelroth
- 1956: Penthesilea (von Heinrich von Kleist) – Regie: Wilhelm Semmelroth
- 1956: Des Königs Sohn – Regie: Gottfried Gülicher
- 1956: So weit die Füße tragen (Mehrteiler) – Regie: Franz Zimmermann
- 1956: Der Silberstrahl (Sherlock-Holmes-Erzählung) – Regie: Eduard Hermann
- 1956: Winnetou – Regie: Kurt Meister
- 1957: Die Tote in der Bibliothek – Regie: Friedhelm Ortmann
- 1957: Morgen – Regie: Otto Kurth
- 1957: Eine Gondel in Paris – Regie: Raoul Wolfgang Schnell
- 1957: Es geschah in ... Italien; Folge: Adonius kehrt heim – Regie: Friedhelm Ortmann
- 1958: Die Feuerprobe – Regie: Gottfried Gülicher
- 1958: Eugénie Grandet – Regie: Edward Rothe
- 1958: Es geschah in ... USA; Folge: Räuber und Gendarm Regie: Kurt Meister
- 1959: Es geschah in ... Italien; Folge: Nicola – Regie: Heinz Dieter Köhler
- 1959: Es geschah in... Spanien; Folge: Aktion Zweispitz – Regie: Raoul Wolfgang Schnell
- 1959: Maxi (mehrere Teile) – Regie: Fritz Peter Vary
- 1960: Die Nacht vor Weihnachten (von Nikolai Wassiljewitsch Gogol) – Regie: Friedhelm Ortmann
- 1961: Das Grabmal des Infanten – Regie: Heinz Wilhelm Schwarz
- 1962: Das Engagement – Regie: Friedhelm Ortmann
- 1962: Der liebe Anton – Regie: Hermann Pfeiffer
- 1962: Der unerwünschte Gast (6 Teile) (Lord Peter Wimsey) – Regie: Erik Ode
- 1963: Das Ende der Träume – Regie: Friedhelm Ortmann
- 1963: Reduktionen – Regie: Hanskarl Zeiser
- 1963: Mein Flug über den Ozean (Mehrteiler; von Charles Lindbergh) – Regie: Heinz Dieter Köhler
- 1963: Die Probe – Regie: Gerhard F. Hering
- 1965: Geständnisse – Stationen aus dem Leben eines Ratlosen – Regie: Gustav Burmester
- 1965: Wörterbuch – Regie: Hans Gerd Krogmann
- 1965: Der Wind – Regie: Hans Gerd Krogmann
- 1965: Münchhausen – Regie: Raoul Wolfgang Schnell
- 1965: Der Mann aus dem Süden – Regie: Otto Düben
- 1966: Trents letzter Fall – Regie: Hans Gerd Krogmann
- 1966: Mein Badezimmer hat eine Tenorstimme – Regie: Otto Kurth
- 1966: Die schwarze Wolke (Zweiteiler) (Harry Leicester) – Regie: Otto Düben
- 1966: Schnee – Regie: Friedhelm Ortmann
- 1966: Der Leuchtturm – Regie: Horst H. Vollmer
- 1967: Galgenfrist (Mehrteiler) – Regie: Heinz Wilhelm Schwarz
- 1967: Auf dem Weg zum Sarek – Regie: Otto Kurth
- 1967: Das Haus an der Kurve – Regie: Heinz Wilhelm Schwarz
- 1967: Grüner Plüsch und Papierblumen – Regie: Wolfram Rosemann
- 1967: Herr Jota und die Tiere – Regie: Gustav Burmester
- 1967: Rückkehr aus dem Weltall – Regie: Manfred Brückner
- 1968: Die Triffids (Mehrteiler) – Regie: Heinz Dieter Köhler
- 1968: Eine perfekte Frau – Regie: Manfred Brückner
- 1968: Anna Karenina (Sechsteiler nach Lew Nikolajewitsch Tolstoi) – Regie: Ludwig Cremer
- 1968: Das Leben Jonathan Wilds des Großen (Mehrteiler) – Regie: Hans Gerd Krogmann
- 1969: Kleine Enquête – Regie: Heinz Wilhelm Schwarz
- 1969: Ich, der Robot (Mehrteiler) – Regie: Günther Sauer
- 1969: Die Gefangenschaft des Obatalla – Regie: Günther Sauer
- 1970: Die Auswanderer – Regie: Raoul Wolfgang Schnell
- 1970: Ein rätselhafter Zug – Regie: Wolfram Rosemann
- 1970: Hören zwei Stimmen – Regie: Heinz Wilhelm Schwarz
- 1970: Die schwarze Kerze (Mehrteiler) – Regie: Gustav Burmester
- 1970: Fahrenheit 451 (Mehrteiler) – Regie: Günther Sauer
- 1971: Das nichtende Nichts – Regie: Gert Haucke und Otto Düben
- 1971: Die Auseinandersetzung – Regie: Günther Sauer
- 1971: Eine Liebe ist der andern wert – Regie: Edward Rothe
- 1972: Indizien – Regie: Otto Kurth
- 1972: Schlüssel-Szene – Regie: Heinz Wilhelm Schwarz
- 1972: Der Ehrenpunkt – Regie: Gustav Burmester
- 1973: Auswege – Regie: Otto Kurth
- 1973: Schwarz wird stets gemalt der Teufel (Mehrteiler) – Regie: Heiner Schmidt
- 1974: Bumerang – Regie: Heinz-Günter Stamm
- 1974: Mord-Report – Regie: Heiner Schmidt
- 1975: Der Vierte zum Doppel – Regie: Heinz Wilhelm Schwarz
- 1975: Der Spitzel – Regie: Heinz Wilhelm Schwarz
- 1976: Lieber fremdes Blut am eigenen Messer – Regie: Frank Hübner
- 1976: Papa Joe & Co. – Regie: Heiner Schmidt
- 1983: Fremde Fenster – Regie: Ulrich Lauterbach
- 1984: Wir Mannen von der Shilo-Ranch – Regie: Klaus Mehrländer
- 1990: Die Liechtenstein Originale – Regie: Thomas Körner

## Auszeichnungen
- 1958: Bambi
- 1958: Goldene Maske
- 1959: Bambi
- 1961: Bravo Otto in Silber
- 1961: Goldene Kamera
- 1977: Bambi
- 1980: Goldene Kamera
- 1987: Ehrenkommissar von Niederbayern
- 2001: Bundesverdienstkreuz 1. Klasse

In seiner Rolle als Tatort-Kommissar Haferkamp nahm Felmy aus Anlass der 700. Tatort-Sendung 2008 in der Beliebtheitsskala den 3. Platz ein, obwohl sein letzter Auftritt bereits fast drei Jahrzehnte zurücklag.